# Anne-Christine Hornborg
Anne-Christine Ingrid Hornborg, född 7 juli 1954, är professor i religionshistoria vid Lunds universitet.
Hon har studerat mi'kmaqindianerna i Kanada.
Dessutom har hon uppträtt som debattör i skol- och samhällsfrågor, där hon ställt sig kritisk till att samhällsproblem omformuleras som individuella problem, som ska lösas med livscoaching eller läxhjälp.